# See You Tour
La gira See You Tour de la banda inglesa Depeche Mode comenzó el 20 de enero de 1982 en Rayleigh (Reino Unido), y terminó el 16 de mayo de 1982 en Los Ángeles, California, en Estados Unidos.
Esta pequeña gira se realizó gracias al éxito del sencillo See You, y la banda tuvo que reclutar a un nuevo miembro (Alan Wilder) para suplir la marcha de Vince Clarke. El éxito de la canción y la gira, animarían a Martin Gore a realizar por completo un nuevo álbum de Depeche Mode, A Broken Frame.
Supuso el debut de la banda en América, actuando por primera vez en Estados Unidos y Canadá. Además, actuaron por primera vez en España, Suecia y Luxemburgo.

## Créditos
El grupo se presentó durante toda la gira como un cuarteto.
David Gahan - vocalista.
Martin Gore - sintetizador y segunda voz.
Andrew Fletcher - sintetizador.
Alan Wilder - sintetizador y apoyo vocal.

## Temas interpretados
Los temas actuados durante los conciertos fueron apenas menos de veinte, desde luego con el tema See You como gran protagonista, debido a lo aún limitado del repertorio de DM en esa época, incluso todavía incorporando piezas ajenas para el cierre.

### Listado general de canciones
1. Shout!
2. I Sometimes Wish I Was Dead
3. Boys Say Go!
4. Puppets
5. See You
6. Big Muff
7. Now This is Fun
8. Ice Machine
9. New Life
10. Tora! Tora! Tora!
11. The Meaning of Love
12. Just Can't Get Enough
13. What's Your Name?
14. Photographic
15. Dreaming of Me
16. I Like It (cover de The Everly Brothers)
17. Television Set

Este listado refleja el orden consistente de los temas en cada uno de los conciertos, no hubo variaciones aunque sí se omitieron algunas canciones en algunos conciertos. 
Nota #1: La canción "Television Set" se omitió en Exeter, Glasgow, Hamburgo y Berlín. El 7 de mayo en Nueva York además de "Television Set" se omitió "I Like It".
Nota #2: El 10/02/82 en Londres se omitieron varios temas y se ofreció un repertorio especial al tratarse de un evento de BBC Radio. El listado fue "Shout", "I Sometimes Wish I Was Dead", "Puppets", "New Life", "See You", "Now This is Fun", "Boys Say Go!", "The Meaning of Love" y "What's Your Name?".

### Estadísticas
- Temas del A Broken Frame (2)
- Temas del Speak & Spell (9)
- Temas no pertenecientes a algún álbum de estudio: (6)
- Canciones tocadas en la gira anterior 1981 Tour: 12
- Total de canciones Interpretadas: 17
- Todos los sencillos interpretados de un álbum, no perteneciente al de soporte de la gira: "Speak & Spell".

## Destinos de la gira
| Fecha                 | País           | Ciudad           | Lugar              |
| 20 de enero de 1982   | Reino Unido    | Rayleigh         | Crocs Glamour Club |
| 22 de enero de 1982   | Estados Unidos | Nueva York       | The Ritz           |
| 23 de enero de 1982   | Estados Unidos | Nueva York       | The Ritz           |
| 10 de febrero de 1982 | Reino Unido    | Londres          | BBC Paris Studio   |
| 12 de febrero de 1982 | Reino Unido    | Cardiff          | Top Rank           |
| 13 de febrero de 1982 | Reino Unido    | Londres          | Hammersmith Odeon  |
| 14 de febrero de 1982 | Reino Unido    | Portsmouth       | Guildhall          |
| 15 de febrero de 1982 | Reino Unido    | Bath             | The Pavilion       |
| 16 de febrero de 1982 | Reino Unido    | Exeter           | University         |
| 18 de febrero de 1982 | Reino Unido    | Hanley           | Victoria Hall      |
| 19 de febrero de 1982 | Reino Unido    | Leeds            | University         |
| 20 de febrero de 1982 | Reino Unido    | Newcastle        | City Hall          |
| 21 de febrero de 1982 | Reino Unido    | Glasgow          | Tiffanys           |
| 22 de febrero de 1982 | Reino Unido    | Hull             | The Tower          |
| 24 de febrero de 1982 | Reino Unido    | Norwich          | U.E.A.             |
| 25 de febrero de 1982 | Reino Unido    | Canterbury       | Kent University    |
| 26 de febrero de 1982 | Reino Unido    | Oxford           | Polytechnic        |
| 27 de febrero de 1982 | Reino Unido    | Londres          | Bridge House       |
| 28 de febrero de 1982 | Reino Unido    | Londres          | Hammersmith Odeon  |
| 5 de marzo de 1982    | España         | Madrid           | Rockola            |
| 6 de marzo de 1982    | España         | Madrid           | Rockola            |
| 20 de marzo de 1982   | Suecia         | Estocolmo        | The Ritz           |
| 24 de marzo de 1982   | Alemania       | Hamburgo         | Trinity Hall       |
| 25 de marzo de 1982   | Alemania       | Hannover         | Ballroom Blitz     |
| 26 de marzo de 1982   | Alemania       | Berlín           | Metropol           |
| 28 de marzo de 1982   | Países Bajos   | Róterdam         | De Lantaren        |
| 30 de marzo de 1982   | Luxemburgo     | Oberkorn         | Rainbow Club       |
| 2 de abril de 1982    | Francia        | París            | Le Palais          |
| 3 de abril de 1982    | Bélgica        | Bruselas         | Volksbelang        |
| 10 de abril de 1982   | Reino Unido    | Saint Helier     | Fort Regent        |
| 12 de abril de 1982   | Reino Unido    | Saint Peter Port | Beau Sejour        |
| 7 de mayo de 1982     | Estados Unidos | Nueva York       | The Ritz           |
| 8 de mayo de 1982     | Estados Unidos | Filadelfia       | East Side Club     |
| 9 de mayo de 1982     | Canadá         | Toronto          | Concert Hall       |
| 10 de mayo de 1982    | Estados Unidos | Chicago          | Stages             |
| 12 de mayo de 1982    | Canadá         | Vancouver        | Love Affair        |
| 14 de mayo de 1982    | Estados Unidos | San Francisco    | Kabuki Theatre     |
| 15 de mayo de 1982    | Estados Unidos | Pasadena         | Perkins Palace     |
| 16 de mayo de 1982    | Estados Unidos | Los Ángeles      | The Roxy           |